# Орджано
Орджано (итал. Orgiano) — коммуна в Италии, располагается в провинции Виченца области Венеция.
Население составляет 3084 человека, плотность населения составляет 171 чел./км². Занимает площадь 18 км². Почтовый индекс — 36040. Телефонный код — 0444.
В коммуне 15 августа особо празднуется Успение Пресвятой Богородицы.